# Annexe embryonnaire
Pour les articles homonymes, voir Annexe.

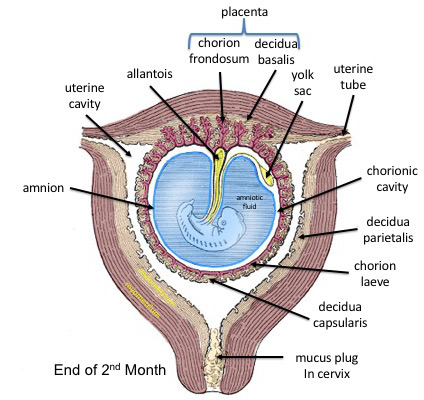
Les différentes membranes embryonnaires à la 8ème semaine de développement.

Les annexes embryonnaires, appelées aussi membranes fœtales, sont des organes transitoires qui accompagnent l'embryon et le fœtus lors de son développement et assurent sa survie et ses fonctions vitales (protection, nutrition, respiration, excrétion). 
Ce sont des tissus non embryonnaires situés entre le fœtus et l'utérus de la mère et qui vont être annexés à l'embryon durant toute la vie intra-utérine. La plupart des Vertébrés à l'exception des Amphibiens possèdent une vésicule vitelline leur permettant de digérer le vitellus (réserve énergétique) produit par la mère au cours de l'ovogenèse. Cette annexe embryonnaire est présente même chez les Mammifères chez qui l'ovocyte est dépourvu de réserve énergétique.
Les Amniotes possèdent des annexes embryonnaires supplémentaires : 
- l'amnios qui forme une poche remplie de liquide amniotique autour de l'embryon ou du  fœtus (et permet le développement en milieu aérien pour les ovipares mais aussi pour les vivipares tels que les Mammifères Marsupiaux et Euthériens).
- l'allantoïde qui peut servir de rein d'accumulation et d'organe respiratoire (Oiseaux, Reptiles) ou participe à la formation du placenta (la plupart des Mammifères Euthériens).